# Clitias

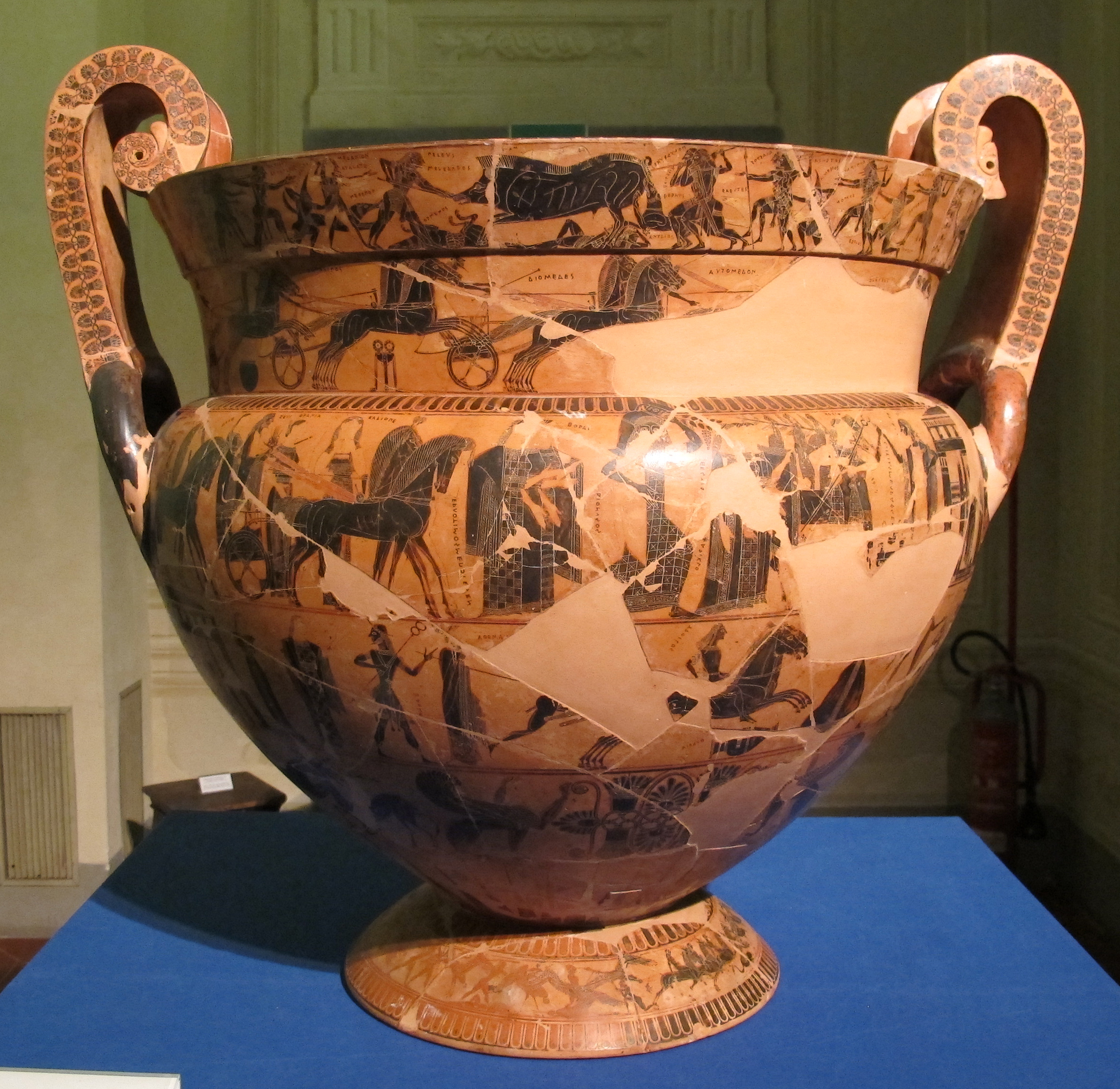
De François-vaas.

Clitias (Oudgrieks: Κλιτίας / Klitias) was een beroemd Atheens vazenschilder, die samen met de pottenbakker Ergotimus onder meer de beroemde François-vaas (± 570-560 v.Chr., nu in het Archeologisch Museum van Florence) vervaardigde.
- Gemeinsame Normdatei: 118777416
- International Standard Name Identifier: 0000 0000 1059 0068
- Union List of Artist Names: 500089125
- Virtual International Authority File: 72190122